# Bază (geometrie)

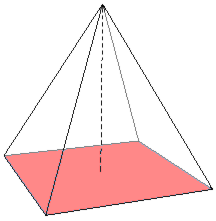
O piramidă cu baza sa evidențiată

În geometrie, o bază este o latură a unui poligon sau o față a unui  poliedru, în special una orientată perpendicular pe direcția în care se măsoară înălțimea, sau ceea ce este considerat a fi „partea de jos” a figurii. acest termen se folosește curent pentru triunghiuri, paralelograme, trapeze, cilindri, conuri, piramide, paralelipipede și trunchiuri de piramide și conuri.

## Rolul în calculul suprafeței și al volumului
Bazele sunt utilizate în mod curent (împreună cu înălțimile) pentru a calcula ariile și volumele figurilor. Vorbind despre aceste procese, măsura (lungimea sau aria) bazei unei figuri este adesea denumită „baza” ei.
Astfel, aria unui paralelogram sau volumul unei prisme sau cilindru poate fi calculată prin înmulțirea „bazei” sale cu înălțimea sa; la fel, ariile triunghiurilor și volumele conurilor și piramidelor sunt fracțiuni ale produselor bazelor cu înălțimilor lor. Unele figuri au două baze paralele (cum ar fi trapezele și trunchiurile), ambele fiind utilizate pentru a calcula mărimile figurilor.

## Bazele extinse în trigonometrie

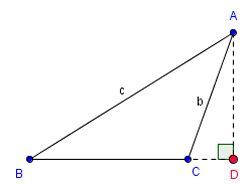
Înălțimea din A intersectează baza extinsă în D (în afara triunghiului).

Baza extinsă a unui triunghi (un caz particular al unei laturi extinse) este dreapta care conține baza. Baza extinsă este importantă în contextul triunghiurilor obtuzunghice: înălțimea opusă unui unghi ascuțit din celălalt vârf ascuțit este externă triunghiului și intersectează perpendicular baza opusă extinsă (dar nu și baza propriu-zisă).